# Festival In-Edit Brasil
Festival In-Edit Brasil é um festival de cinema realizado anualmente em São Paulo, dedicado a documentários musicais.

## Histórico
O In-Edit surgiu em Barcelona, em 2002. Com o tempo, versões locais do festival começaram a ser realizadas em cidades como Santiago do Chile, Buenos Aires e Puebla. Em 2009 foi realizada a primeira edição do In-Edit Brasil, no Museu da Imagem e do Som de São Paulo.

## Premiados
melhor filme de longa-metragem
- 2009 - Jards Macalé: Um Morcego na Porta Principal, de Marco Abujamra e João Pimentel[5]
- 2010 - Dzi Croquettes, de Tatiana Issa e Raphael Alvarez
- 2011 - Filhos de João, O Admirável Mundo Novo Baiano, de Henrique Dantas
- 2012 - Vou Rifar Meu Coração, de Ana Rieper
- 2013 - Música Serve Pra Isso - Uma História dos Mulheres Negras, de Bel Bechara e Sandro Serpa
- 2014 - Triunfo, de Cauê Angeli e Hernani Ramos
- 2015 - Yorimatã, de Rafael Saar[6]
- 2016 - Xingu Cariri Caruaru Carioca, de Beth Formaggini
- 2017 - Eu, Meu Pai e Os Cariocas, de Lúcia Veríssimo
- 2018 - Fevereiros, de Marcio Debellian
- 2019 - O Barato de Iacanga, de Artur Ratton e Lilka Hara[7]
- 2020 - Dom Salvador & Abolition, de Thiago Mattar[8]
- 2021 - Aquilo Que Eu Nunca Perdi de Marina Thomé [9]
- 2022 - Manguebit, de Jura Capela[10]
- 2023 - Terruá Pará, de Jorane Castro.[11]
- 2024-  Luiz Melodia - No Coração do Brasil, de Alessandra Dorgan [12]